# Amphisbetia unguiculata
Amphisbetia unguiculata är en nässeldjursart som först beskrevs av Busk 1852.  Amphisbetia unguiculata ingår i släktet Amphisbetia och familjen Sertulariidae. Inga underarter finns listade i Catalogue of Life.